# Rebound
En rebound i basketball opstår, når en spiller griber bolden efter et mislykket skudforsøg. Der skelnes mellem en offensiv rebound, hvor det angribende hold beholder bolden inden for egne rækker efter skudforsøget, og en defensiv rebound, hvor modstanderholdet får fat på den tabte bold.
I NBA føres der statistisk over antallet af rebounds for hver enkelt spiller. Wilt Chamberlain er indehaver af rekorderne for flest rebounds i den regulære sæson i karrieren (23.924), højeste gennemsnit af rebounds (22.9 pr. kamp), flest rebounds i en enkelt sæson totalt set (2.149) og gennemsnitligt (27,2 pr. kamp), flest rebounds i en kamp i den regulære sæson (55) og i en kamp i slutspillet (41) samt rekorden for flest All-Star Game-rebounds (197). Han førte NBA i rebounds i 11 forskellige sæsoner.